# Nikšić (kommun)
Nikšić (serbiska: Општина Никшић, Никшић) är en kommun i Montenegro. Den ligger i den centrala delen av landet. Antalet invånare är 56 970. Arean är 2 065 kvadratkilometer.
Terrängen i Nikšić är bergig åt sydost, men åt nordväst är den kuperad.
Följande samhällen finns i Nikšić:
- Nikšić